# Fadak
Fadak est une petite ville de Khaybar, dans le Nord du Hedjaz, qui fut dévolue au prophète de l'islam Mahomet en l'an 7 de l'hégire. Elle est identifiée avec le village moderne de al-Huwayyit. Cette ville porte dans les écrits de Nabonide le nom de Padakku. 

## Historicité
Pour Olivier Hanne, « Pour les spécialistes, la biographie de Mahomet est impossible. Non que le personnage n’ait pas existé, mais qu’aucun des documents qui en retracent le parcours ne répond aux exigences de l’histoire ». Cette biographie, bâtie "pour une large part" a posteriori par des ouvrages islamiques, est donc souvent remise en cause par les historiens. Il en est de même pour les premiers temps de l'islam, le califat "bien guidé", qui a fait l'objet d'une construction a posteriori autour d'un noyau historique qu'il est difficile à déterminer.
De même, si Fatima semble être une figure historique, peu de chose ne peut être contrôlé ou vérifié par la critique historique. Elle a fait l'objet d'une construction de légende après sa mort.

## Histoire traditionnelle
Tandis que Mahomet prenait, en l'an 5, ses mesures contre la tribu des Banu Kurayza, les juifs de Fadak formèrent une coalition pour contrer une potentielle attaque. Celle-ci fut menée par 'Ali vers 627-628. Cette expédition fut suivie par une campagne menée par Mahomet. Les habitants de Fadak choisirent alors de négocier avec ce dernier. Les sources se contredisent sur les termes du contrat mais, selon l'une d'entre elles, les habitants ont dû donner la moitié de leurs terres et la moitié de la production. 
Cette ville est l'objet, après la mort de Mahomet, d'une opposition entre Fatima et la calife Abu Bakr. La première souhaitait conserver cette ville comme héritage de son père tandis que, selon le calife, Mahomet aurait déclaré n'avoir pas d'héritier. 'Ali prit le parti de Fatima et les chiites considèrent que le refus d'Abu Bakr de donner cette terre comme une injustice. 
À l'époque d'Umar, les juifs de cette ville furent expulsés pour permettre aux musulmans d'exploiter les terres et celles-ci furent partagées, selon des modalités complexes, montrant l'intérêt ancien de l'islam pour les questions de propriété publique ou privée. « Il s'agit, en outre d'un exemple des difficultés rencontrées par les dirigeants qui respectaient la charia lorsque, pour des motifs politiques, ils proposaient de modifier une situation établie par le Prophète et ses successeurs immédiats ».